# Liberale Unie (Frankrijk)

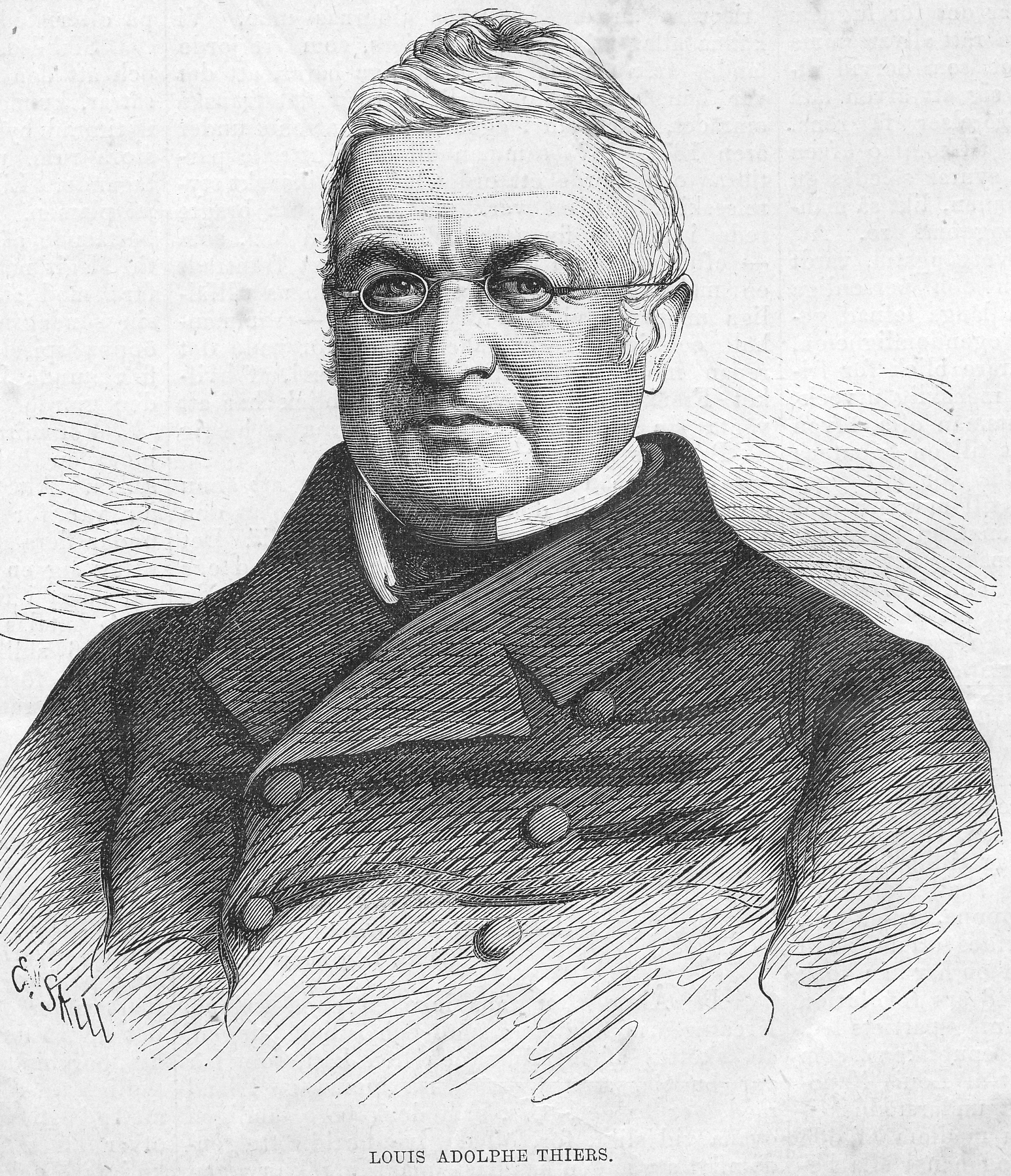
Adolphe Thiers.

De Liberale Unie (Frans: Union libérale) was een coalitie tussen liberale monarchisten en gematigde republikeinen die bestond tussen 1861 en 1869, ten tijde van het Tweede Franse Keizerrijk.
De Liberale Unie werd 1861 op de been gebracht door Adolphe Thiers, die van het politieke toneel was verdwenen na de staatsgreep in Frankrijk van 2 december 1851 door de latere keizer Napoleon III. Thiers werkte aan een comeback in de Franse politiek. Hij richtte de coalitie op om te fungeren als oppositiemacht tegen zijn politieke tegenstander keizer Napoleon III. Bij de parlementsverkiezingen van 1863 werden 33 aanhangers van de Liberale Unie verkozen in het Wetgevend Lichaam.
In het Wetgevend Lichaam voerde Adolphe Thiers oppositie tegen keizer Napoleon III en hield hij op 11 januari 1864 zijn befaamde toespraak over de noodzakelijke vrijheden, waarin hij pleitte voor een democratisering van het Tweede Franse Keizerrijk.
Doorheen de jaren kwamen de verschillen tussen de monarchisten en de republikeinen echter boven, wat leidde tot het uiteenvallen van de Liberale Unie in 1869.